# Acido iocarmico
L'acido iocarmico è una polvere cristallina bianca che contiene il 60% circa di iodio.
Il sale di meglumina dell'acido iocarmico venne introdotto nel 1970 come mezzo di contrasto radiologico a bassa osmolalità, ionico, dimerico, con il nome di Dimer X.

## Usi clinici
L'acido iocarmico viene impiegato in soluzione al 60%, in particolare in ambito neuroradiologico (nella radicolografia lombosacrale e nella ventricolografia cerebrale), e nella artrografia del ginocchio e isterosalpingografia.

## Effetti collaterali ed indesiderati
In alcuni pazienti sottoposti a mielografia con acido iocarmico si sono registrate fibrillazioni e fascicolazioni muscolari ed in alcuni casi convulsioni cerebrali generalizzate ed alterazioni dell'elettroencefalogramma.

Per altro è noto che queste scosse cloniche possono essere marcatamente ridotte attraverso una semplice premedicazione con diazepam.
Come per altri mezzi di contrasto iodati è segnalata la possibilità di insorgenza tardiva di aracnoiditi.

In letteratura è segnalato il caso di un paziente che divenne paraplegico sei ore dopo l'esecuzione di una mielografia, e di un altro paziente che divenne muto per 24 ore dopo aver sviluppato convulsioni generalizzate.